# Megarthrus horticola
Espèce
Megarthrus horticola est une espèce de coléoptères de la famille des Staphylinidae et de la sous-famille des Proteininae.

## Répartition et habitat
Cette espèce est décrite du Kenya et d'Ouganda.